# Finska Repfabriken
Finska Repfabriken (finska: Suomen Köysitehdas Oy) var ett företag i Yxpila vid Gamla Karleby i Finland.
Bröderna Pohjanpalo, tidigare Friis, grundade och drev ett antal företag i Gamla Karleby i Österbotten. Den äldsta brodern Juhani Friis hade 1864 grundat en metallverkstad i Kalajoki, som 1885 registrerades av Juhani och Tuomas Friis med firmanamnet "Weljekset Friis" ("Bröderna Friis").
År 1901 grundade bröderna Pohjanpalo också Finska repfabriken i Gamla Karleby. Denna fabrik, som var landets enda, leddes av den yngre brodern Matti Pohjanpalo (1871–1918) och var i drift fram till 1910, då den 100 meter långa fabriksbyggnaden förstördes av brand och inte återuppbyggdes. 
Fabriken tillverkade skeppsrep och senare även vanliga handelslinor av hampa, manilla och kokosnöt. Fabriken täckte en yta på cirka 5 000 kvadratmeter och repslageriet var 350 meter långt. Maskinerna var tillverkade i Bröderna Friis Maskinverkstad. Repfabriken brann ned 1910 och byggdes inte upp igen. Matti Pohjanpalo planerade senare ett nytt repslageri i Viborg, men detta projekt genomfördes inte på grund av att han dog 1918.